# 전정환
전정환(全定煥, 1957년 8월 20일 ~ )은 대한민국의 공무원 출신 정치인이다. 민선 정선군수를 역임했다.

## 경력
- 지방공무원 임용(1976. 9. 1) / 정선군 북면사무소
- 기획계장, 감사계장, 행정계장
- 지방행정사무관(1995. 12. 23)
- 군의회 전문위원, 산업진흥과장, 자치행정과장
- 정선군청 기획감사실장(2006. 1. 1) / 지방서기관
- 제16대 정선부군수 (2008. 12. 23 ~ 2010. 10. 10)
- 강원도인재개발원 교육연구실장 (2010.10.11.~2011.01.09.)
- 통일부 파견(연수) (2011.01.10.~2012.01.09.)
- 강원도 문화관광체육국 문화예술과장 (2012.01.10~2013.01.09.)
- 제19대 정선부군수 (2013. 01. 10 ~ 2013. 10. 10.)
- 민선6기 정선군수 취임(2014. 07. 01 ~ 2018. 06. 30)

## 논란

### 업무 추진비 수천만원 횡령 및관급 공사 수주비리 방조 혐의
2017년 1월 15일 피의자 신분으로 소환되어 경찰 조사를 받았다. 그리고 2017년 2월 22일 불구속 기소의견으로 검찰에 송치되었다. 경찰에 따르면 전 군수는 2014년 6·4지방선거 당시 선거를 도와준 김모 씨(53·지난해 6월 구속)의 알선수재를 방조하고 그 대가로 830만 원 상당의 금품을 수수한 혐의를 받고 있다. 또 3000만 원가량의 업무추진비를 식사비와 개인 부조금 등으로 사용한 혐의도 받고 있다.  선거비용 제공을 거절한 업체에 대해 계약 불허 지시와 업체 변경을 지시하는 등 직권남용 혐의도 적용됐다. 경찰은 “검찰의 지휘에 따라 일단 불구속 기소의견으로 사건을 송치했다”며 “뇌물수수 부분만 피의자 등의 잦은 진술 번복으로 다툼이 예상될 뿐 알선수재 방조, 직권남용, 업무상 횡령은 추가 수사가 필요 없을 정도로 충분히 혐의가 입증됐다”고 밝혔다.

## 역대 선거 결과
| 실시년도 | 선거      | 대수 | 직책 | 선거구      | 정당     | 득표수   | 득표율          | 순위 | 당락 | 비고           |
| -------- | --------- | ---- | ---- | ----------- | -------- | -------- | --------------- | ---- | ---- | -------------- |
| 2014년   | 지방 선거 | 41대 | 군수 | 강원 정선군 | 새누리당 | 12,941표 | \| \| 54.48% \| | 1위  |      | 초선, 민선 6기 |
|          | 54.48%    |      |      |             |          |          |                 |      |      |                |